# Црква Светог Илије у Месарима
Црква светог Илије у Месарима је црква Српске православне цркве који се налази у мјесту Месари, код Требиња у Републици Српској у Босни и Херцеговини. Црква припада епархији захумско-херцеговачкој и приморској.

## Историја
Црква је смјештена у близини гробног мјеста у Месарима, на мјестима средњовјековних некропола и стећака, на локалитету Илијино брдо (Илијина главица), двадесет километара западно од Требиња.
У самој унутрашњости цркве, у западном дијелу, налази се праисторијска гробна гомила - тумулус, док се на њој налази и мања некропола са стећцима, међу којима се посебно истиче стећак украшен мотивом разапетог Христа на крсту. У околини цркве, недалеко на платоу, је смјештен камени крст са урезаним натпсиома и годином (1702. година), док је на западном дијелу истог платоа је надгробни крст са натписом: „Марија, кћи Вукосава Остојића, супруга Михаила Малићевића, Бог да прости, 1706.” 

## Архитектура
Црква има основу тролиста, брод цркве покривен полуобличастим сводом, док је олтарска и бочна апсида полукалотна. На западном дијелу је звоник, постављен на преслицу. На сцакој апсиди се налази по један уски прозор, док су на западној страни постављена и врата, правоугаоног облика, без украса. Иузнад врата је постављена шестолисна розета. Око розете су поставвљене двије правоугаоне плоче, са урађеном рељефном сликом афронтираних змија и змајева. По типологији и сличности, најсроднији је цркви Светих апостола Петра и Павла у селу Ошанићи код Стоца.
Црква је грађена од правилних камених квадара, покривена са каменим плочама. Дуга је нешто више од девет метара. У унутрашњости, у олтарском простору је уграђена камена часна трпеза, док су на сјеверном зиду постављене двије нише. На надвратнику цркве уклесан је и натпис према коме је ова црква обновљена 1897. године, и претпостваља се да је том приликом обновљена западна фасада и постављен звоник на преслици.